# 山形大学工学部アカデミックハラスメント自殺事件
山形大学工学部アカデミックハラスメント自殺事件（やまがただいがくこうがくぶアカデミックハラスメントじさつじけん）は、日本の大学で起きた事件。

## 概要

### 事件の発生
2015年11月に山形大学工学部4年生の大学生がアカデミックハラスメントを苦に自殺した。このことは遺族が大学を訴えて裁判が始まってからの2017年8月に明らかになっていた。この自殺した大学生は、卒業研究の指導を受けていた助教から何度もハラスメントを受けていた。この大学生は助教から研究内容の不備や研究姿勢などをたびたび批判されていた。長時間にも及ぶ説教をされるということが多かった。必修科目の試験と研修旅行の日程が重なった際には、大学生は試験を受けることを希望していたものの、助教には研修旅行に行くことを強要されたということもあった。これらのような複合的なハラスメントで大学生はストレスを抱え続けることとなっていた。卒業研究の中間発表練習会では研修内容の不備を指摘されて、他の大学生の前で数十分間厳しく叱責され、この2日後に自殺していた。この自殺した大学生は両親にハラスメントのことを相談していた。自殺してから両親は大学側に事実確認などを求めていたが真摯な対応が見られていなかった。このことから両親は2017年5月に山形大学と助教を相手取り裁判を起こした。このように裁判を起こされたことで、この事件が起きていたということが明らかとなっていた。
2015年6月に行われた懇親会で、自殺した大学生の両親は息子の帰宅時感が遅いことや研究室の管理はどうなっているのかを相談したところ、これに対して学部長は大学とはそんなものと答えただけであった。そしてこのような相談をされたことを、相談相手に指定されている教員や、ハラスメントの担当者に伝えていなかった。他にも5月と10月に助教のほかの教員2人に、息子が助教から人格を否定する発言を受けていることや、息子を潰そうとしているのではないだろうかという相談をしていたものの、この相談をされた情報は学内では他の教員とは共有されていなかった。
この自殺した大学生は2014年度の後期に希望する研究室には進めずに、この助教の研究室に配属されることとなっていた。この助教は評判が悪いことを知ったために思い悩んでいたところ両親は相談窓口の利用を促していた。2015年4月に助教の研究室に配属されて、それから長時間の説教をするなどのアカデミックハラスメントをされるようになっていた。父親は自殺前に学内のハラスメントに関する窓口に相談することを勧めていたものの、このことを助教に知られたら進級できなくなるかもしれないと答えていた。この大学生は2015年8月に大学院受験をしていたのだが、この時に助教からの報復を恐れて希望する研究室の変更をしていなかった。
両親は自殺前に3人の教員に相談しており、このうちの1人は大学側が学生の相談相手として指定していたアドバイザー教員であった。このアドバイザー教員は、学業や就職や人間関係の悩みなど大学生活全般の相談相手となる教員であり、専門的な対応が必要な場合は担当者に取り次ぐこととなっていたものの、この制度は全く機能していなかった。アドバイザー教員は相談を受けても様子を見ましょうと答えるだけで、担当者には伝えていなかった。

### 裁判
2017年7月に裁判の第1回口頭弁論が開かれて以降、非公開の弁論準備手続きが進められる。2018年1月16日には山形地方裁判所で弁論準備手続きが行われた。ここでは両親はこれまで大学生が自殺したのは卒業研究を行っていた助教からのアカデミックハラスメントが原因であり、山形大学と助教に責任があると主張してきた。2016年6月には大学は両親から求められたことで設置した第三者委員会が、アカデミックハラスメントと自殺には因果関係があるという報告書を作成していた。だが大学はこの報告書を受けてもアカデミックハラスメントと自殺の因果関係は認めなかった。大学側は、助教から厳しい指導を受けて30分近く叱責されて、このことから卒業できなくなるのではと思い込み将来を悲観して自殺したと主張していた。助教は調査委員会の報告書に対し、有識者等の構成が明らかではなく、助教は聞き取り調査のみ関与したことからその信用性を疑うとして否定する。さらに調査委員会には強制力は無く、事実認定には限界があり、それも一意見に過ぎないと主張した。2018年11月13日に和解が成立した。和解の内容は非公表。

## その他
山形大学では、2017年に3人の死亡者がでている。2月に工学部の男子学生が自死。10月4日の朝に、男子学生が倒れて死亡しているのが見つかる。10月24日に学生が飛び降り自殺をし死亡。そのため、本記事の2015年11月の自殺と合わせて、山形大学では2年間に少なくとも4人の学生が命をたっている。